# Soulomès
Soulomès ist eine französische Gemeinde mit 133 Einwohnern (Stand 1. Januar 2022) im Département Lot in der Region Okzitanien. Sie gehört zum Kanton Causse et Vallées und zum Arrondissement Gourdon. 
Nachbargemeinden sind Cœur de Causse im Nordwesten, Caniac-du-Causse im Osten und Les Pechs du Vers im Süden.

## Bevölkerungsentwicklung
| Jahr      | 1962 | 1968 | 1975 | 1982 | 1990 | 1999 | 2007 | 2015 |
| --------- | ---- | ---- | ---- | ---- | ---- | ---- | ---- | ---- |
| Einwohner | 137  | 135  | 131  | 128  | 129  | 107  | 116  | 115  |

## Sehenswürdigkeiten

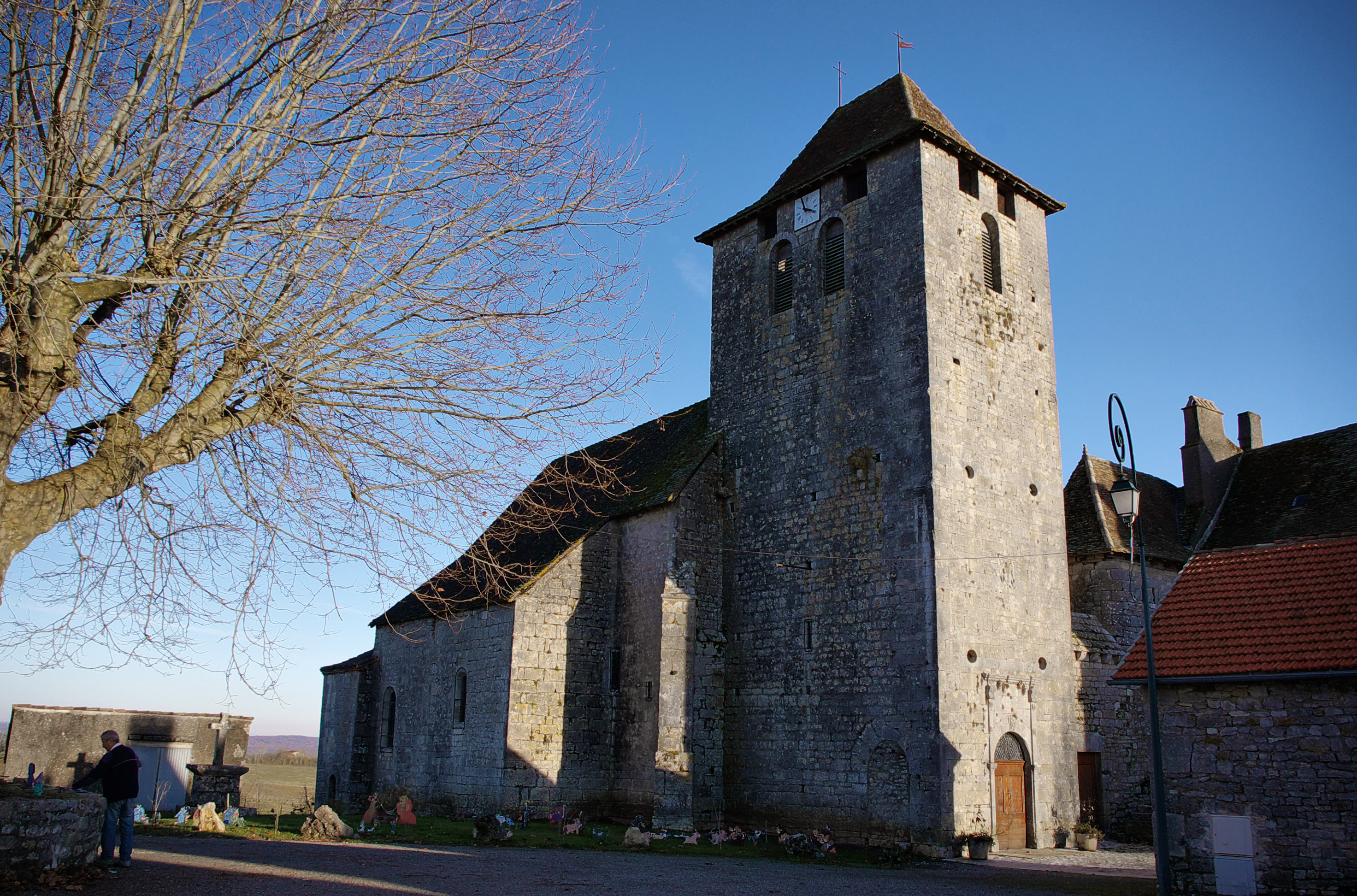
Kirche Sainte-Marie-Madeleine

- Kirche Sainte-Marie-Madeleine